# Microrégion de Peçanha
 (février 2025).
Si vous disposez d'ouvrages ou d'articles de référence ou si vous connaissez des sites web de qualité traitant du thème abordé ici, merci de compléter l'article en donnant les références utiles à sa vérifiabilité et en les liant à la section « Notes et références ».
La microrégion de Peçanha est l'une des sept microrégions qui subdivisent la vallée du Rio Doce, dans l'État du Minas Gerais au Brésil.
Elle comporte 9 municipalités qui regroupaient 81 821 habitants en 2006 pour une superficie totale de 4 603 km2.

## Municipalités[1]
- Água Boa
- Cantagalo
- Frei Lagonegro
- José Raydan
- Peçanha
- Santa Maria do Suaçuí
- São José do Jacuri
- São Pedro do Suaçuí
- São Sebastião do Maranhão